# Twilight Dementia
Albums de DragonForce
Ultra Beatdown
(2008) The Power Within
(2012)
Twilight Dementia est le premier album live du groupe britannique de power metal DragonForce, publié le 13 septembre 2010 par Roadrunner Records et Spinefarm Records.
L'album a été enregistré durant le Ultra Beatdown World Tour entre novembre et décembre 2009.

## Liste des chansons
| 1. | Heroes of Our Time                                     | 7:47  |
| 2. | Operation Ground and Pound (enregistré à Glasgow)      | 8:38  |
| 3. | Reasons to Live (enregistré à Hanley)                  | 6:32  |
| 4. | Fury of the Storm                                      | 6:49  |
| 5. | Fields of Despair (enregistré à Middlesbrough)         | 5:56  |
| 6. | Starfire (enregistré à Inverness)                      | 6:10  |
| 7. | Soldiers of the Wasteland (enregistré à Middlesbrough) | 10:21 |
| 8. | Disciples of Babylon (bonus japonais)                  | 3:57  |

| 1. | My Spirit Will Go On                                 | 8:02 |
| 2. | Where Dragons Rule                                   | 5:57 |
| 3. | The Last Journey Home                                | 8:43 |
| 4. | Valley of the Damned (enregistré à Middlesbrough)    | 8:13 |
| 5. | Strike of the Ninja                                  | 4:24 |
| 6. | Through the Fire and Flames (enregistré à Inverness) | 8:24 |
| 7. | Black Fire (bonus japonais)                          | 6:11 |